# Грузская (приток Казённого Торца)
Грузская — река в Добропольском районе Донецкой области, левый приток реки Казённый Торец.

## Описание
Длина реки 21 км. Уклон 3,5 м/км, кратчайшее расстояние между истоком и устьем 15,8 км, коэффициент извилистости реки — 1,33. Формируется из нескольких безымянных ручьёв и 8 водоёмов. Площадь бассейна 196 км².

## Расположение
Река берёт начало на востоке от села Вольное. Преимущественно течёт на северо-восток в пределах сёл: Золотой Колодезь, Весёлое, Грузское и Новониколаевка. На северо-западе от Торецка (ранее Дзержинск) впадает в Казённый Торец, правый приток Северского Донца.